# Martín Triana
General Martín Triana Guzmán fue un militar mexicano con idealismo villista que participó en la Revolución mexicana. Nació en San Miguel del Mezquital, Zacatecas., (hoy Miguel Auza) el 3 de noviembre de 1874 y murió el 8 de febrero de 1934 en la Ciudad de México. Se inició en la Revolución mexicana en 1910, combatiendo en el estado de Durango. En 1913 y 1914 luchó contra Victoriano Huerta, teniendo como centro de operaciones la región de San Juan de Guadalupe. Se destacó como uno de los principales jefes de la División del Norte, pero después se pasó al lado de los constitucionalistas, en donde colaboró con el general Álvaro Obregón en la Batalla de Celaya; también participó en las batallas de León y Trinidad, todas ellas a mediados de 1915. En 1916 alcanzó el grado de general de brigada. Murió en la Ciudad de México en 1934. 